# Shiroishi, Miyagi
Shiroishi (白石市  Shiroishi-shi) là một thành phố thuộc tỉnh Miyagi, Nhật Bản.